# Moorland, Kentucky
Moorland är en inkorporerad ort i Jefferson County i Kentucky. Vid 2020 års folkräkning hade Moorland 433 invånare.